# Melanagromyza declinata
Melanagromyza declinata este o specie de muște din genul Melanagromyza, familia Agromyzidae, descrisă de Mitsuhiro Sasakawa în anul 1963. Conform Catalogue of Life specia Melanagromyza declinata nu are subspecii cunoscute.